# Soweto

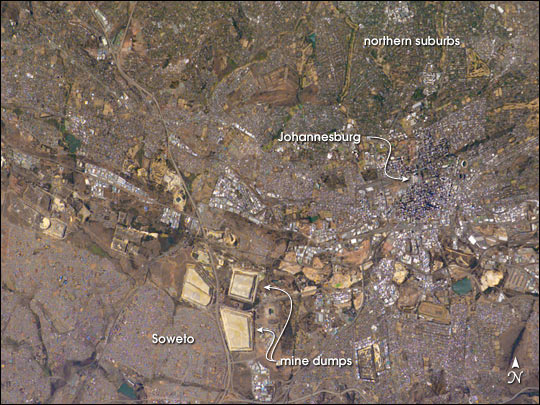
Johannesburg, inclusief Soweto, genomen vanaf het International Space Station

Soweto is een township - 1.271.628 inwoners - van de stad Johannesburg in de provincie Gauteng in Zuid-Afrika. De naam is een afkorting van South Western Townships, door de lokale bevolking ook weleens verklaard als So where to.

## Subplaatsen
Het nationaal instituut voor de statistiek, Stats SA, deelt sinds de census 2011 deze hoofdplaats in in 94 zogenaamde subplaatsen (sub place), waarvan de grootste zijn:
Chiawelo Ext 2 • Dhlamini • Diepkloof Zone 2 • Diepkloof Zone 4 • Dobsonville • Dube • Emdeni • Jabavu • Jabulani • Klipspruit • Mapetla • Meadowlands East Zone 1 • Moroka • Naledi Ext 1 • Orlando West • Protea Glen • Protea South • Thulani • Zola.

## Geschiedenis
De geschiedenis van de townships valt samen met het ontstaan van apartheid in Zuid-Afrika. De zwarte bevolking trok naar Johannesburg om te werken in de goudmijnen die daar ontstonden na 1886. Vanaf het begin werden deze mijnwerkers geplaatst in de buitenwijken en buitengebieden (Bricksfield) in het Zuidwesten van Johannesburg.
In 1904 begonnen de Britse autoriteiten met het verwijderen en verhuizen van de zwarte en Indiase bewoners van Brickfields naar Klipspruit (Kliptown), vlak buiten de gemeentegrenzen van Johannesburg, nadat bekend werd dat de pest was uitgebroken. Twee townships werden opgericht in het oosten en westen van Johannesburg in 1918. De townships in het Zuidwesten van Johannesburg volgden, namelijk met Pimville (1934; een hernoemd gedeelte van Klipspruit) en Orlando (1935).
De industrialisatie tijdens de Tweede Wereldoorlog trok duizenden zwarte arbeiders naar dit gebied. Ook omdat veel van de Afrikaanse inwoners land kwijt raakten aan de overheid, ontstonden er veel provisorische wijken om de woningnood te lenigen. De Sofasonke movement van James Mpanza organiseerde in 1944 de bezetting van het vrije land, wat bekend werd als Masakeng (Orlando West). Het resultaat van Mpanza's acties was dat het stadsbestuur noodkampen moest oprichten in Orlando (1944), Moroka en Jabavu (1946).
Soweto’s enige ziekenhuis ontstond door en tijdens de Tweede Wereldoorlog. Het Royal Imperial Hospital, Baragwanath, werd gebouwd in wat tegenwoordig bekendstaat als ‘Diepkloof’ in 1941. Het ziekenhuis was bestemd voor herstellende Britse soldaten.. Veldmaarschalk Jan Smuts merkte op tijdens de openingsceremonie dat dit ziekenhuis ooit gebruikt zou gaan worden voor de zwarte bevolking, na de oorlog. In 1997 veranderde de naam van het ziekenhuis in Chris Hani-Baragwanath Hospital, om eer te betonen aan Chris Hani, de politieke leider van het Afrikaans Nationaal Congres die in 1993 bij een aanslag door een blanke extremist om het leven was gekomen.
Nadat de Afrikaner-gedomineerde Nasionale Party in 1948 aan de macht kwam en begon met de implementatie van apartheid, nam de snelheid waarmee de zwarte bevolking werd gedwongen te verhuizen en de oprichting van townships toe.
De bestuurders van Johannesburg richten nieuwe townships op in het zuidwesten van de stad voor de zwarte bevolking die was verbannen uit de delen Martindale, Sophiatown, en Alexandra.
Sommige townships werden basiskampen of kwamen er barakken voor werknemers (Tladi, Zondi, Dhlamini, Chiawelo, Senaoane, 1954). Terwijl een gebied als Dube was bestemd voor de middenklasse die daar hun eigen huizen konden bouwen.
In 1955 werden er huizen gebouwd voor de nieuwe townships in Meadowlands en Diepkloof.
In 1956 werden de townships ingedeeld naar etnische afkomst. Dit was een onderdeel van de overheid om de zwarte Afrikanen in te delen in overzichtelijke blokken, genaamd "independent homelands." Aangemoedigd door een donatie van 6 miljoen Rand door Sir Ernest Oppenheimer in 1956, werden de delen Naledi, Mapetla, Tladi, Moletsane en Phiri gecreëerd om Sotho en Tswana te huisvesten. Zulu en Xhosa werden geplaatst in Dhlamini, Senaoane, Zola, Zondi, Jabulani, Emdeni en White City. Chiawelo werd opgericht speciaal voor Tsonga enVenda.
In 1963 werd de naam Soweto (SOuth WEstern TOwnship) officieel aangenomen voor de steeds groter wordende township die was ontstaan op de gebieden Doornkop, Klipriviersoog, Diepkloof, Klipspruit en Vogelstruisfontein.
Op 16 juni 1976 kwam Soweto voor het eerst wereldwijd onder de aandacht door de Soweto-opstand. Massale protesten ontstonden tegen het beleid van de regering om verplicht Afrikaans onderwijs te volgen in plaats van onderwijs in de Engelse taal. De politie opende het vuur in Orlando West op 10.000 studenten die in een protestmars liepen van Naledi High School naar het Orlando Stadion. Het bekendste dieptepunt was het neerschieten van de 13-jarige Hector Pieterson. In nagedachtenis van de opstanden en het neerschieten van Hector, en volgens de politie 58 andere doden, werd begin jaren 90 het Hector Pieterson-memorial geplaatst. In 2002 werd het Hector Pieterson-museum geopend, waar onder meer foto's en filmmateriaal van de opstand te bekijken zijn.
De impact van de Soweto protesten ontketende een golf van sociale onrust en geweld onder de zwarte bevolking in Zuid-Afrika. Het apartheidsregime probeerde de protesten hard de kop in te drukken. Er kwam veel kritiek vanuit de rest van de wereld op de blanke regering. Economische en culturele sancties werden opgelegd door andere landen. Politieke activisten verlieten het land om zich te trainen in guerrilla gevechten. Soweto en andere townships werden het toneel van veel sociale onrust en gewelddadige repressieve acties van de overheid. Sinds 1991 wordt 16 juni gevierd als de Internationale Dag van het Afrikaanse Kind.
Als reactie op de sociale onrust, begon de regering met het leveren van elektriciteit aan de huizen in Soweto, maar stopte met het financieren van nieuwe huizenbouw in het gebied, waardoor grote sloppenwijken ontstonden, met huizen gebouwd van golfkarton..
Soweto werd een onafhankelijke gemeente met een eigen gekozen zwarte gemeenteraad in 1983. Dat lag in lijn met de nieuwe wetgeving genaamd de Black Local Authorities Wet.
Voorheen werden de townships geregeerd door het gemeentebestuur in Johannesburg, maar in de jaren 70 nam de overheid de controle over.
Soweto’s onafhankelijk gekozen gemeentebestuur kreeg niet de beschikking over genoeg geld om de woningnood en de infrastructurele problemen op te lossen. De bewoners van de townships noemden de zwarte gemeentebestuurders marionetten van de blanke apartheidsregering. Het verzet tegen het apartheidsregime werd groter door de uitsluiting van de zwarte bevolking in het nieuw gevormde ‘trilateraal Parlement’ (waarin wel vertegenwoordigd waren: blanken, Aziaten en kleurlingen)
In de jaren 80 werd het verzet tegen apartheid in Soweto steeds heftiger en kreeg het meer bijval vanuit de rest van de wereld. Economische en onderwijskundige boycots werden ingesteld. Studentenverenigingen en straatcomités werden opgericht en burgerinitiatieven ontstonden als alternatief voor de overheidsinstellingen.
Een van de bekendste was Soweto's Committee of Ten, ontstaan in 1978 in de kantoren van The Bantu World krant. Dit soort acties werden versterkt en aangemoedigd door het ANC. Tijdens het Kabwe congres in 1985 in Zambia riep het ANC op om Zuid-Afrika onregeerbaar te maken. Hierop werd door de blanke regeringen het recht op vergaderen verboden. Kerkgebouwen zoals Regina Mundi werden soms gebruikt voor politieke vergaderingen.
In 1995 maakte Soweto deel uit van de Southern Metropolitan Transitional Local Council, en in 2002 werd het weer ingelijfd door Johannesburg. Een serie bomexplosies deed Soweto op haar grondvesten schudden in oktober in 2002. Men verdacht de Boeremag, een extreem rechtse groepering, van het plegen van deze aanslagen.

## Demografie
Omdat Soweto werd meegeteld als deel van Johannesburg in de volkstelling van 2001, zijn er geen recente demografische statistieken beschikbaar. Er wordt geschat dat 65% van de bevolking van Johannesburg leeft in Soweto. De volkstelling van 2001 zegt dat er zo’n 896.995 mensen wonen, ongeveer 1/3de van de hele bevolking van Johannesburg.
De bevolking van Soweto is overwegend zwart. Alle officiële talen van Zuid-Afrika, elf in totaal, worden hier gesproken. De voornaamste zijn, van groot naar klein, Zulu, Sotho, Tswana, Venda, en Tsonga.

## Buitenwijken
In 2003 bestaat het gebied Soweto uit 87 townships, gegroepeerd in de Administrative Regions 6 en 10 van de stad Johannesburg.
Schattingen over uit hoeveel woonwijken Soweto zelf bestaat variëren. Sommige spreken van 29 townships, anderen vinden er 32. En weer anderen spreken over 34 woonwijken of zelfs 50 "suburbs." De verschillen zitten hem in de verwarring over de fusies van naastgelegen townships (zoals Lenasia en Eldorado Park). Maar het totale cijfer hangt ook af van het meetellen van extensies van bepaalde gebieden die dan horen bij 1 wijk of tellen als apart gebied. Het zogenaamde 2003 Regional Spatial Development Framework spreekt over het getal van 87 door de extensies (bv. Chiawelo's 5) en zones (bv. Pimville's 7) apart te tellen. De website van de stad Johannesburg groepeert de zones en extensies en komt zo tot het getal van 32, en laat Noordgesig en Mmesi Park buiten beschouwing.
Onderstaande lijst beschrijft wanneer sommige townships in Soweto werden opgericht. Met daarbij ook nog de betekenis van de namen.
- Chiawelo (1956). Venda voor "rustplaats".
- Dhlamini (1956). Nguni familienaam.
- Diepmeadow, omvat:
  - Diepkloof (1957). Het Afrikaanse "kloof" betekent "ravijn". Oorspronkelijk een boerderij.
  - Meadowlands (1958). Oorspronkelijk Meadowlands Small Holdings (1938).
  - Meadowlands West
- Dobsonville, omvat ook Dobsonville Gardens.
- Doornkop. Het Afrikaanse "kop" betekent "heuvel".
- Dube (1948). Vernoemd naar John Langalibalele Dube (1871-1946), onderwijzer, krantenmagnaat, en de eerste ANC president (1912-1917).
- Emdeni (1958). Betekent "bij de familie" in het Zoeloe (familie is umndeni).
- Jabavu (1948). Vernoemd naar Davidson Don Tengo Jabavu (1885-1959), onderwijzer en schrijver.
- Jabulani (1956). Betekent "vreugde" in het Zoeloe.
- Klipspruit (1904). Het Afrikaanse "klip" betekent "rots", een "spruit" is een waterstroom. Oorspronkelijk een boerderij.
- Kliptown
- Mapetla (1956). Sotho familienaam.
- Mmesi Park
- Mofolo (1954). Vernoemd naar Thomas Mofolo (1876-1948), Sotho acteur, vertaler en onderwijzer.
- Molapo (1956). Naam van een Basotho stam.
- Moletsane (1956). Naam van een Batuang stamhoofd.
- Moroka (1946). Vernoemd naar Dr James Sebe Moroka (1891-1985), latere ANC president (1949-1952).
- Naledi (1956). Betekent "ster" in het Sotho, Pedi en Tswana. Heette oorspronkelijk Mkizi.
- Noordgesig. Het Afrikaanse "gesig" betekent "uitzicht".
- Orlando (1932). Vernoemd naar Edwin Orlando Leake (1860-1935), voorzitter van afdeling van Non-Europese zaken (1930-1931), Burgemeester van Johannesburg (1925-1926).
- Phiri (1956). Betekent "hyena" in het Sotho.
- Pimville (1934). Vernoemd naar James Howard Pim, wethouder (1903-1907), Quaker, filantroop en beschermer van het Fort Hare Native College. Oorspronkelijk een deel van Klipspruit.
- Power Park. Vernoemd naar het elektriciteitsstation dat er in de buurt ligt.
- Senaoane (1958). Vernoemd naar Solomon G Senaoane (-1942), eerste sportorganisator van de afdeling Non-Europese zaken.
- Protea Glen. Onbekend (de protea is de nationale bloem van Zuid-Afrika).
- Tladi (1956). Betekent "bliksem" in het Sotho.
- Zola (1956). Betekent "kalm" in zowel Zoeloe als Xhosa.
- Zondi (1956). Zoeloe familienaam.

Andere townships in Soweto zijn Braamfischerville, Killarney, Mzimhlope, Phefeni, Phomolong, Snake Park, en White City.

## Economie

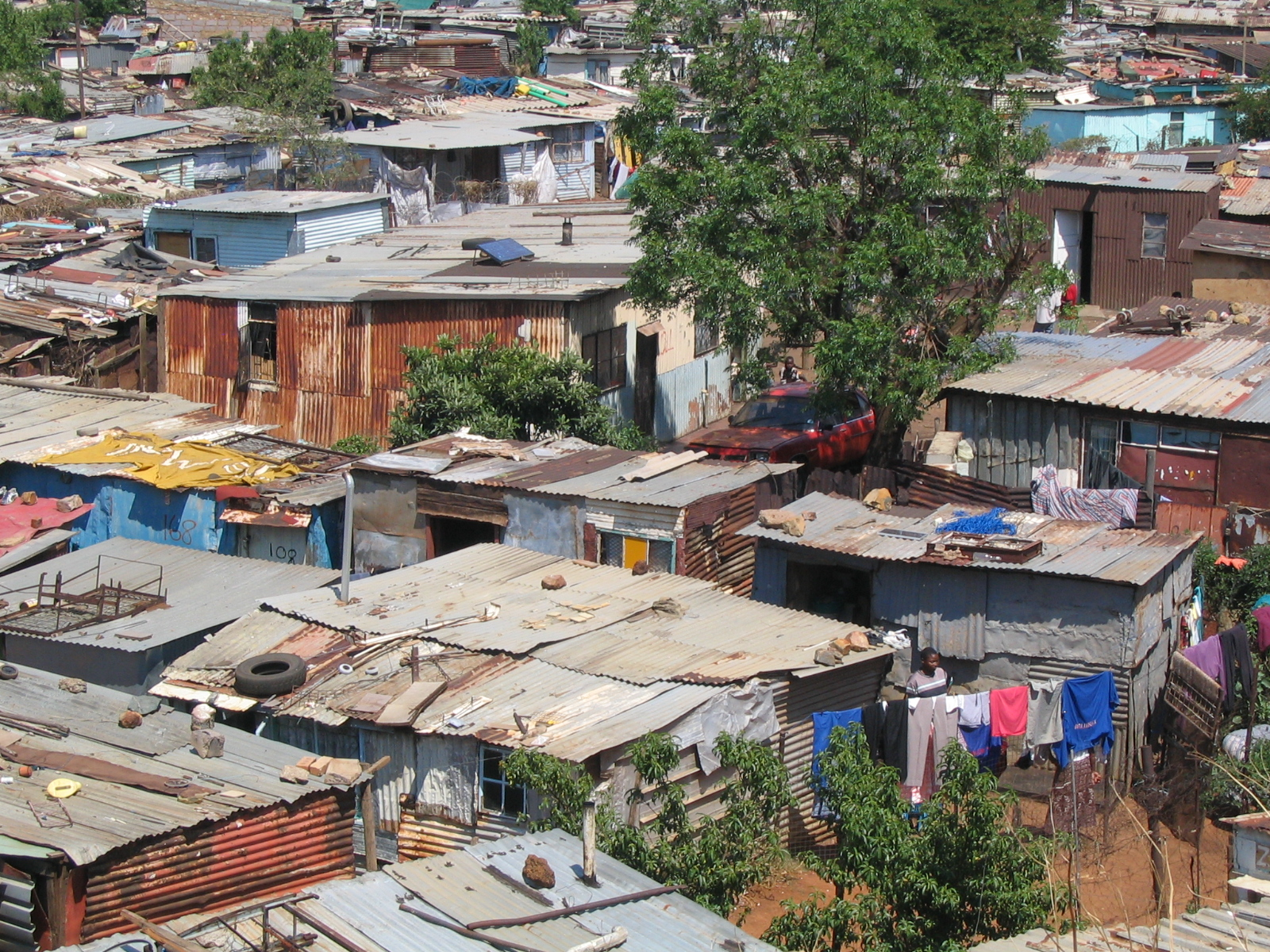
Krottenwijk, Soweto.

Veel delen van Soweto worden gerekend tot de armste van Johannesburg. Ruwweg kan men zeggen dat de arme wijken liggen in het noordoosten en zuidoosten en de iets rijkere in het zuidwesten.
In sommige wijken vindt men een mix van arme en welvarende mensen. Deze welvarende groep, de zogenaamde "black diamonds", vormen de nieuwe middenklasse in de samenleving. Zij hebben goed betaalde banen, maar blijven in Soweto wonen omdat ze ervandaan komen, en omdat het heel goedkoop wonen is.
De economische ontwikkeling van Soweto werd tijdens de jaren dat er apartheid gold behoorlijk beknot door de regering. Er werd zeer weinig geïnvesteerd in infrastructuur en voorkomen dat de bevolking zelf iets ondernam. Veel gezinnen moesten kraan en toilet met elkaar delen. Soweto werd beschouwd als een barakkencomplex voor zwarte Afrikanen die werkten in huizen of fabrieken van blanken. De Natives (Urban Areas) Consolidation Act in 1957 en wetten daarvoor bepaalden dat zwarten slechts 7 type winkels mochten openen: kruidenierswinkels, slagers, restaurants, melkboer, groentewinkels. Alleen dit soort winkels mochten de zwarten zelf beheren. Het totale aantal van dit soort winkels werd ook onder controle gehouden. Het resultaat was dat er een illegale zwarte markt ontstond naast de legale winkels.
In 1976 had Soweto slechts 2 bioscopen en 2 hotels. Slechts 20% van alle huizen had elektriciteit. Voor koken en verwarming stookten de bevolking vuurtjes, wat resulteerde in ademhaling problemen en veel sterfte onder zuigelingen. (54 per 1000, ter vergelijking: 18 per 1000 bij blanken)

De restricties op economische ontwikkelingen werden opgeheven in 1977. Hierdoor ontstond een levendige groei van de taxibranche, omdat trein- en busvervoer in Soweto niet toereikend was.
In 1994 verdienden de mensen in Soweto gemiddeld 6,5 keer zo weinig als hun buren in de wat meer welvarende delen van Johannesburg. Hun bijdrage aan het BNP van de Johannesburg regio is minder dan 2%. De meeste Sowetanen blijven onder de armoedegrens leven en wonen zelfs in golfkartonnen huizen zonder elektriciteit of stromend water. Ongeveer 85% van de huizen in Kliptown zijn in deplorabele staat. De Soweto Electricity Crisis Committee stelt dat de armen in Soweto niet in staat zijn om te betalen voor elektriciteit. Het comité gelooft ook dat de privatisering van de energiebedrijven deze situatie zal verergeren. Uit onderzoek blijkt verder dat 62% van de inwoners in Orlando Oost en Pimville werkloos zijn of gepensioneerd..
Er zijn signalen dat er economische verbetering is in Soweto. De gemeenteraad in Johannesburg is begonnen met het aanbrengen van meer straatverlichting en het verbeteren van de bestrating. Initiatieven uit de private sector zijn er ook. Zo zijn er op dit moment twee grote Malls gerealiseerd, het Protea Winkelcentrum en het Mponya Winkelcentrum, is er een 4 sterren Holiday Inn in Kliptown, en wordt het Orlando Ekhaya uitgaansgebied ontwikkeld. Soweto wordt ook steeds meer een hip gebied om uit te gaan (The Rock en Ozon zijn bekende clubs) en is er een levendige kunstwereld in opkomst. De armoede van het grootste deel van de bevolking is echter nog steeds heel groot, doordat er vrijwel geen werkgelegenheid is in Soweto. Door gebrek aan transport kost het vervoer naar werkgelegenheid buiten Soweto vaak meer dan verdiend kan worden, dus blijven velen gewoon werkloos.

## Geboren in Soweto
- Cyril Ramaphosa (1952), president van Zuid-Afrika (2018-heden)
- Tokyo Sexwale (1953), zakenman en voormalig politicus, antiapartheidsactivist, en politiek gevangenen
- Jomo Sono (1955), voetbalclubeigenaar, coach en voormalig voetbalster
- Santu Mofokeng (1956), fotograaf
- Sibongile Khumalo (1957–2021), zangeres
- Hector Pieterson (1963–1976) scholier die stierf tijdens de rellen in in Soweto 1976. Een foto van de stervende Pieterson die wordt weggedragen door een man werd een beroemde World Press Photo
- Basetsana Kumalo (1974), Miss Zuid-Afrika (1994), onderneemster en presentatrice
- Bonginkosi Dlamini (1977), alias Zola, dichter, acteur en muzikant
- Mandoza (1978), kwaito muzikant
- Steven Pienaar (1982), voetballer
- Morgan Gould (1983), voetballer
- Siphiwe Tshabalala (1984), voetballer
- Trevor Noah (1984), komiek, acteur en televisiepresentator
- Dada Masilo (1985–2024), danseres en choreografe
- Thulani Hlatshwayo (1989), voetballer
- Thulani Serero (1990), voetballer

## Bekende monumenten

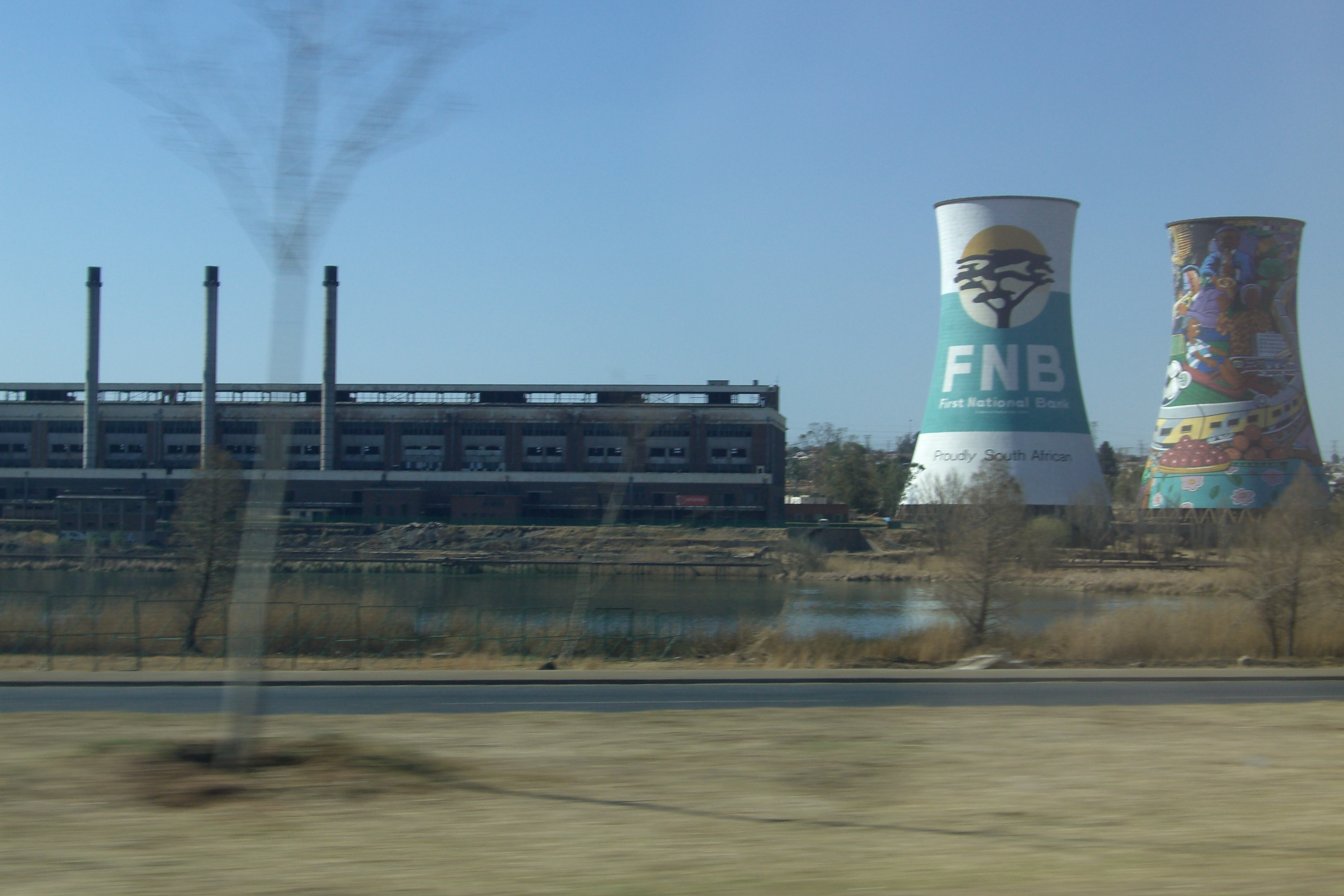
Koeltorens, Soweto

- Chris Hani Baragwanath Hospital, Diepkloof
- Cooling Towers, Orlando Electricity Plant
- Credo Mutwa village, Central Western Jabavu
- Freedom Square, Kliptown
- Hector Pieterson Memorial Museum, Orlando West
- Mandela Family Museum, Orlando West
- Regina Mundi Catholic Church, Rockville

Men kan Soweto bezoeken onder begeleiding van een gids.